# 에드박

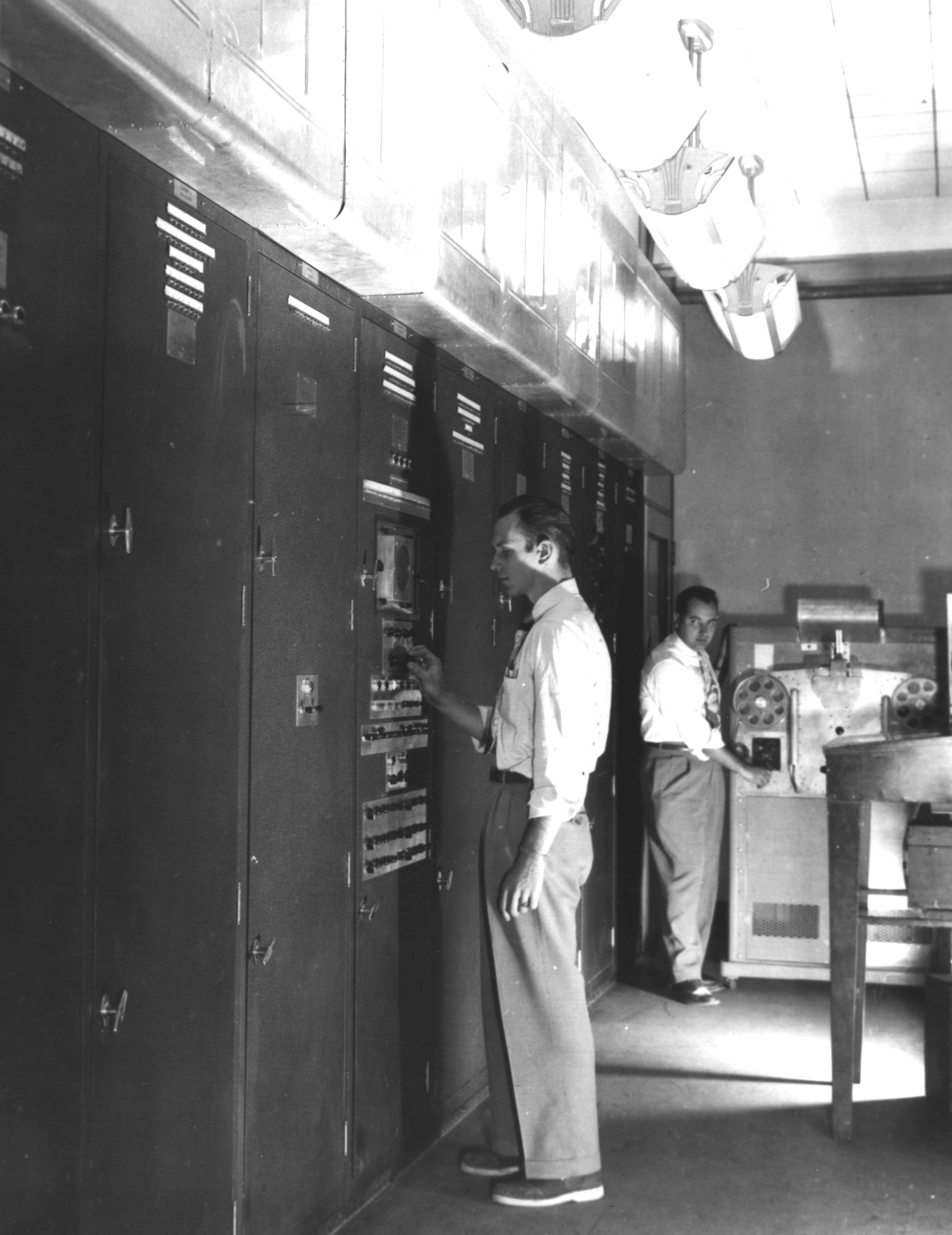
탄도학 연구소 328동에 설치된 에드박

에드박(EDVAC, Electronic Discrete Variable Automatic Computer)은 최초의 전자식 컴퓨터들 가운데 하나였다. 이전의 에니악, 에드삭 컴퓨터와는 달리 10진수가 아닌 이진수로 처리하였고, 최초의 이진수를 사용한 프로그램 내장 컴퓨터이다.